# The Wall (Cuatro)
The Wall fue un programa de televisión que se emitía en la cadena de televisión Cuatro. Se trataba de un magacín informativo presentado por Jesús Cintora, que contaba con una tertulia y un análisis de la información más destacada de la semana. El formato se emitió los domingos desde el 24 de noviembre hasta el 8 de diciembre de 2013.

## Historia
The Wall comenzó sus emisiones el 24 de noviembre de 2013 con un especial sobre el crimen de Asunta Basterra llamado Asunta: el móvil del crimen. Así, tras sus aceptables datos de audiencia, Mediaset España decidió convertirlo en un programa semanal fijo llamado The Wall y presentado por Jesús Cintora. En este caso, su baja audiencia hizo que el grupo audiovisual decidiera darle un descanso durante las navidades, con expectativas de volver más adelante.

## Audiencias
| Temporada | Temporada | Episodios | Estreno                 | Final                  | Audiencia media | Audiencia media | Audiencia media |
| Temporada | Temporada | Episodios | Estreno                 | Final                  | Espectadores    | Cuota           |                 |
| --------- | --------- | --------- | ----------------------- | ---------------------- | --------------- | --------------- | --------------- |
|           | 1         | 3         | 24 de noviembre de 2013 | 8 de diciembre de 2013 | 243 000         | 2,3%            |                 |

| Programas emitidos. (Evolución semanal) | Programas emitidos. (Evolución semanal) | Programas emitidos. (Evolución semanal) | Programas emitidos. (Evolución semanal) | Programas emitidos. (Evolución semanal) |
| Programa                                | Fecha                                   | Espectadores                            | Share                                   |                                         |
| --------------------------------------- | --------------------------------------- | --------------------------------------- | --------------------------------------- | --------------------------------------- |
| 01                                      | 24 de noviembre de 2013                 | 1 151 000                               | 5,5%                                    |                                         |
| 02                                      | 1 de diciembre de 2013                  | 733 000                                 | 3,6%                                    |                                         |
| 03                                      | 8 de diciembre de 2013                  | 514 000                                 | 2,6%                                    |                                         |